# Jean-Pierre Couturier
Pour les articles homonymes, voir Couturier et Pierre Couturier.
Jean-Pierre Couturier, né le 17 novembre 1741 à Porcelette (département de la Moselle), mort le 5 octobre 1818 à Issy-les-Moulineaux (ancien département de la Seine, actuel département des Hauts-de-Seine), est un homme politique de la Révolution française. 

## Biographie
Né le 17 novembre 1741 dans le village de Porcelette, Jean-Pierre Couturier est le fils de Marguerite Koune et de Jacques Couturier. Jacques Couturier est admodiateur de l'abbé de Saint-Avold, neveu de l'abbé Koune (curé de Hargarten), il se marie en secondes noces vers le 7 juin 1740 à Hargarten-aux-Mines avec Marguerite Koune et décède avant 1766.
Son frère, Jean-François Couturier, était le syndic de la commune de Porcelette et est devenu maire en 1800. Son second frère, Nicolas, pharmacien à Luxembourg, faisait partie de la municipalité de cette ville de 1795 à 1797. À partir de 1779, il exerce les fonctions de lieutenant-général du bailliage de Bouzonville. 

### Mandat à la Législative
La France devient une monarchie constitutionnelle en application de la constitution du 3 septembre 1791. 
Le même mois, Jean-Pierre Couturier, alors juge au tribunal de Bouzonville et juge suppléant près la cour de cassation, est élu député du département de la Moselle, le premier sur huit, à l'Assemblée nationale législative. 
Il siège sur les bancs de la gauche. En février 1792, il vote en faveur de la mise en accusation de Bertrand de Molleville, le ministre de la Marine. En mars, il se prononce pour de l'amnistie en faveur des patriotes du Comtat Venaissin, notamment Mathieu Jouve dit « Jourdan Coupe-Tête ». En avril, il vote pour que les soldats du régiment de Châteauvieux qui s'étaient mutinés lors de l'affaire de Nancy soient admis aux honneurs de la séance. En mai, il se prononce en faveur de la réclusion des prêtres réfractaires. En août, il vote en faveur de la mise en accusation du marquis de La Fayette. 

### Mandat à la Convention
La monarchie prend fin à l'issue de la journée du 10 août 1792 : les bataillons de fédérés bretons et marseillais et les insurgés des faubourgs de Paris prennent le palais des Tuileries. Louis XVI est suspendu et incarcéré avec sa famille à la tour du Temple. 
En septembre 1792, Jean-Pierre Couturier est réélu député de la Moselle, le troisième sur huit, à la Convention nationale.
Il siège sur les bancs de la Montagne. Le 23 décembre, il est désigné, aux côtés de Pierre Coustard (député de Loire-Inférieure) et de Philippe Rühl (député du Bas-Rhin), commissaire auprès des départements de la Meurthe, de la Moselle et du Bas-Rhin. Il est donc absent lors du procès de Louis XVI. Le 13 avril 1793, il est absent lors du scrutin sur la mise en accusation de Jean-Paul Marat. Le 28 mai, il vote contre le rétablissement de la Commission des Douze. 

### Des Cinq-Cents à la Restauration
Sous le Directoire, en vendémiaire an IV (en octobre 1795), Jean-Pierre Couturier est réélu député de la Moselle et siège au Conseil des Cinq-Cents. Il est tiré au sort pour quitter le Conseil le 1er prairial an V (le 20 mai 1797) et il est réélu aux élections de germinal an VI (avril 1798). 
Le 21 ventôse an V (11 mars 1797), il défend l'arrêté du Directoire qui prive de leurs droits politiques les prévenus d'émigration. Le 13 thermidor an VI (31 juillet 1798), il demande la vente des biens d'église et de maimorte soit exécutée sans délai et par petits lots et combat l'impôt sur le sel. Le 1er brumaire an VIII (23 octobre 1799), il combat une disposition en faveur de la verrerie de Saint-Quirin.
Le coup d'État du 18 Brumaire (9 novembre 1799) le rend à la vie privée. En 1803, il est nommé directeur de l'enregistrement et préside le collège électoral.
Jean-Pierre Couturier meurt le 5 octobre 1818 à Issy-les-Moulineaux (ancien département de la Seine, actuel département des Hauts-de-Seine).

## Hommage
En 1989, à l'occasion du bicentenaire de la prise de la Bastille, la commune de Porcelette décide de baptiser une avenue du lotissement "Le marais", nouvellement construit, du nom de Jean-Pierre Couturier.

## Sources
- « Jean-Pierre Couturier », dans Adolphe Robert et Gaston Cougny, Dictionnaire des parlementaires français, Edgar Bourloton, 1889-1891 [détail de l’édition]
- Porcelette Cité du Warndt et son ancienne annexe de Diesen, villages agricoles reconvertis en cités minières, Abbé N. Baroth, 1968.
- « Biographie de Jean-Pierre Couturier », sur Sycomore, base de données des députés de l'Assemblée nationale
- Portrait de Jean-Pierre Couturier, député (1741-1818) (Images d’art).